# Abichuna Gne'a
Abichuna Gne'a (ou Abichuna Gnaa, en oromo : Abbichuu fi Nya'aa) est un woreda du centre de l'Éthiopie situé dans la zone Nord Shewa de la région Oromia. Il a 74 376 habitants en 2007. Son centre administratif est Mendida.
Limitrophe de la région Amhara au nord et à l'est, le woreda est entouré dans la région Oromia par Kembibit, Jida et Wuchale.
Ses voisins dans la région Amhara sont Siyadebrina Wayu, Basona Werana et Angolelana Tera (en).
Son centre administratif, Mendida,, se trouve une trentaine de kilomètres à l'ouest de Debre Berhan.
Le recensement national de 2007 fait état dans ce woreda d'une population de 74 376 habitants dont 7 % de citadins qui sont les 5 061 habitants de Mendida.
Près de 99 % de la population du woreda est orthodoxe.
En 2022, sa population est estimée à 107 403 personnes avec une densité de population de 160 personnes par km2 et 673 km2 de superficie.